# Латышев, Анатолий Николаевич
Анатолий Николаевич Латышев (род. 6 января 1933, Воронеж) — советский и российский физик, доктор физико-математических наук, профессор Воронежского государственного университета, заслуженный деятель науки Российской Федерации (2007).

## Биография
Анатолий Николаевич Латышев родился 6 января 1933 года в Воронеже. В 1956 году окончил на физико-математический факультет Воронежского государственного университета.
В 1964 году защитил кандидатскую диссертацию по теме «К вопросу о природе центров тонкой структуры спектров поглощения тонких металлических слоёв и фотохимически окрашенного галогенида серебра», а в 1984 году — докторскую диссертацию «Оптические и электронные свойства серебряных центров и их роль в начальной стадии фотохимического процесса в галогенидах серебра».
В 1971—2010 годах Анатолий Латышев заведовал кафедрой оптики и спектроскопии Воронежского государственного университета, а в настоящее время является её профессором. Руководил работами 22 аспирантов, защитивших кандидатские диссертации. Пятеро из учеников профессора защитили докторские диссертации.
Анатолий Николаевич Латышев являлся членом диссертационных советов в Кемеровском, Тамбовском и Воронежском государственных университетах.
В 2007 году Анатолию Латышеву было присвоено звание «Заслуженный деятель науки Российской Федерации». Он является автором более 300 научных работ в различных журналах. Анатолием Николаевичем созданы различные спецкурсы: «Теоретическая и прикладная оптика», «Атомная спектроскопия», «Спектроскопия твёрдого тела», «Безызлучательные переходы в твёрдых телах», «Наноструктурированные материалы», «Астрофизика» и другие.

## Награды
- 2007 год — Заслуженный деятель науки Российской Федерации[4]
- Юбилейные медали "60 лет Победы в Великой Отечественной Войне 1941 - 1945 гг.", "65 лет Победы в Великой Отечественной Войне 1941 - 1945 гг", "70 лет Победы в Великой Отечественной Войне 1941 - 1945 гг", "75 лет Победы в Великой Отечественной Войне 1941 - 1945 гг".
- Почётная грамота Министерства образования СССР и Астрономического совета АН.СССР за активное участие в наблюдениях искусственных спутников Земли от 23 февраля 1958 г.
- Почётный знак "За доблестный труд и профессионализм" № 302, Воронежская обл.
- Почётный знак "Ветеран Воронежского государственного университета" "10 от 08.11.2023 г.